# Zettelbach (Mank)
Der Zettelbach ist ein rechter Zufluss zur Mank nordwestlich von Mank in Niederösterreich.
Der Zettelbach entsteht durch den Zusammenfluss von Klausgraben und Heinzenbach, die beide unter dem Pass Luft bei Hohenbrand entspringen; der Klausgraben fließt von Westen zu und der Heinzenbach von Süden und nach der Vereinigung mündet von links der Glosbach ein, bevor der Zettelbach durch ein Engstelle zwischen Kuhberg und Umbachkogel fließt und bei Kettenreith die Ebene des Alpenvorlandes betritt. Zubringer sind hier der  Umbach, der Hummelbach, der Feldbach und der Aichener Bach, danach durchfließt der Zettelbach die Stadt Mank und nimmt den rechts zufließenden Anzenbach als seinen größten Zufluss auf. Letztlich mündet der Zettelbach nördlich von Mank zwischen Busendorf und Hörgstberg von rechts in die Mank. Sein Einzugsgebiet umfasst 32,6 km² in weitgehend offener Landschaft.